# Thurston, New York
Thurston är en kommun (town) i Steuben County i delstaten New York. Vid 2020 års folkräkning hade Thurston 1 253 invånare.